# Бердище
Бердище (пол. Berdyszcze) — село в Польщі, у гміні Дорогуськ Холмського повіту Люблінського воєводства. Населення — 39 осіб (2011).

## Історія

Церква Покрова Богородиці у с. Бердище, побудована у 1869 р., знищена у 1938 р. в рамках акції Ревіндикації.

1670 року вперше згадується православна церква в селі.
За даними етнографічної експедиції 1869—1870 років під керівництвом Павла Чубинського, у селі здебільшого проживали греко-католики, які розмовляли українською мовою.
5 жовтня 1938 року польська влада в рамках великої акції руйнування українських храмів на Холмщині і Підляшші знищила місцеву православну церкву.
У 1975—1998 роках село належало до Холмського воєводства.

## Населення
Демографічна структура станом на 31 березня 2011 року:
|          | Загалом | Допрацездатний вік | Працездатний вік | Постпрацездатний вік |
| -------- | ------- | ------------------ | ---------------- | -------------------- |
| Чоловіки | 17      | 4                  | 9                | 4                    |
| Жінки    | 22      | 3                  | 10               | 9                    |
| Разом    | 39      | 7                  | 19               | 13                   |